# ソテツ地獄

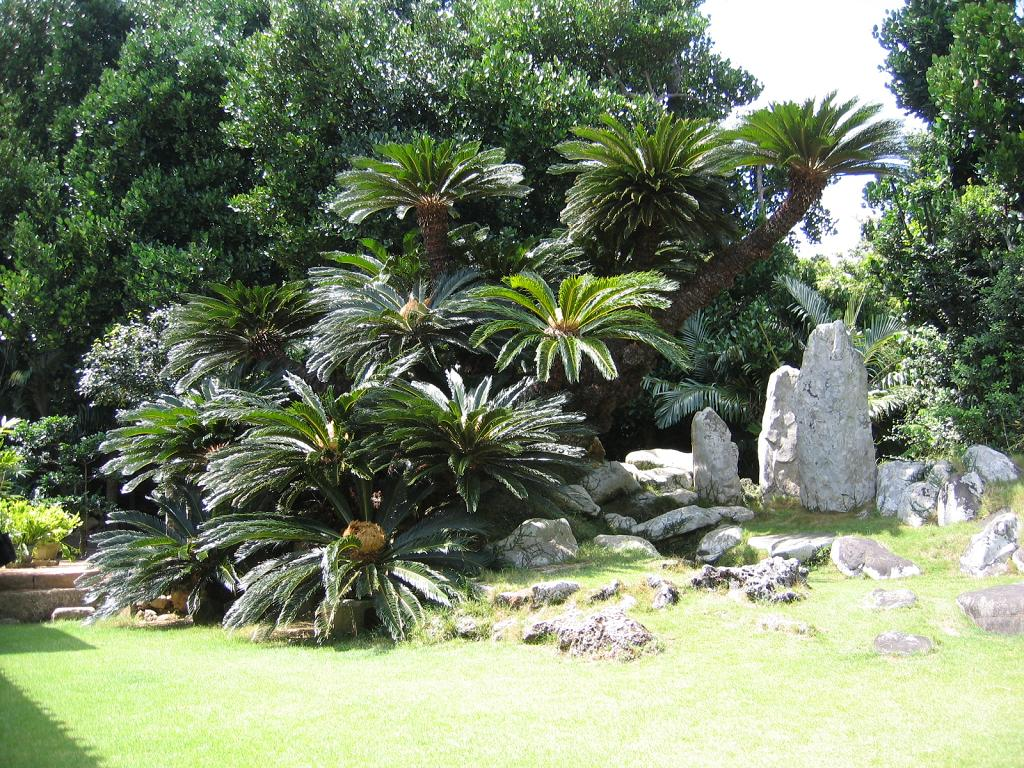
沖縄県指定天然記念物・宇根の大ソテツ（沖縄県島尻郡久米島町字宇根）
毒抜きが不十分なソテツのデンプンを食べた者は、食中毒の結果、死に至ることもあった。

ソテツ地獄（ソテツじごく）は、明治末期から昭和初期にかけて、南西諸島において発生した経済恐慌。あるいはそれによる貧窮から灰汁抜きの不十分なソテツの実を食した者がしばしば食中毒を起こし命を落とす者もいた状態を指す。

## 概要
南西諸島（主にトカラ列島以南）では以下の慢性的な農業、産業および経済構造上の諸問題を抱えていた。
- 未熟な農業生産技術
- 製糖業のモノカルチャーと稲麦作の不振興
- 地政的条件（大消費地からの距離など）
- 中近世から続いていた農奴制
- 農奴解放[注釈 1]の後も、地租改正の悪弊として、金融機関等に農地を売り渡し小作化（寄生地主制）

近世の農奴制や農民の小作化は日本本土でも共通の現象であったが、このような状況がもたらす構造的不況に、沖縄本島では1904年（明治37年）に7ヶ月続いた沖縄明治大干魃（「ナナチチヒャーイ」）などの不作が追い打ちを掛け、著しい食糧難に陥った人々が救荒食として食用したソテツのデンプンが、毒抜き加工の不十分なために死者が出るほどの食中毒を引き起こすことがあったことから「ソテツ地獄」と呼ばれるようになった。
このような状況は、日本本土における第一次世界大戦後の戦後恐慌、関東大震災、世界恐慌から昭和恐慌に至るころまで、その間接的影響を受けつつ続いた。また、本土と同様に寄生地主制による農業小作人の貧困問題は沖縄においても見られ、本土の金融機関等に搾取される構造に陥っており、これは太平洋戦争まで続いた。

## 背景
南西諸島（主にトカラ列島以南）、特に薩摩藩が直接統治していた奄美地方には、薩摩からの命令でサトウキビなどによる製糖業というモノカルチャーに徹底的に統一された。薩摩藩はサトウキビ以外にはつくってはならないと命じたために、奄美地方は飢餓に陥りやすい構造になっていた。薩摩事態も江戸幕府による宝暦治水などの幾多の労役を命じられて藩の財政がひっ迫していた。当時サトウキビからとれる砂糖は貴重であり、薩摩藩の財政を支えていたために直接統治している奄美地方には特に厳しくモノカルチャー経済を強いたのある。ソテツは琉球王国が統治している時から、飢饉に強い作物であると事が知られており、飢饉の時はソテツの実を毒抜きして食して生きて抜いてきた歴史がある。
当時のトカラ列島以南の地域においては、気候や風土、台風襲来の頻発や排水性の高い土壌といった地理的要因や、さまざまな歴史的経緯から、稲作や麦作は日本本土ほどには盛んではなく、少なくとも近世 - 近代における人口爆発に比例した農業生産力を持っていなかった。中世のグスク時代から伝統的農法として稲・麦・粟の冬作栽培（暴風雨が来襲する夏季を避け温暖湿潤な冬季に播種する）が行われていたが、生産力増大よりも安定収穫に重きが置かれていた。また稲作（水稲）は生育期に特に大量の水を必要とし、また稲・麦の要水量は500 - 600グラムと高く、そのために大きな河川と灌漑用水等の治水・利水技術の発達が重要であるが、小島嶼が多い南西諸島では最大の沖縄本島でも河川は概して小さく、また亜熱帯性気候により腐植分解が急速であり、また土壌保水性が劣悪なサンゴ石灰岩土壌が広く分布し、排水性が高く地下に伏流してしまい、歴史的にも井戸水や自然湧水の利用に依存していた事情があり、本土のように大規模な利治水は行われておらず、用水供給は不安定であった。干魃はこれらの地域において深刻であり、太平洋戦争後まで大規模な干魃、渇水が相次いでいた。前述の沖縄明治大干魃の苦い経験を受け、北条氏恭侍従の指揮の下、楠などの水源涵養林の植樹も行われた。麦作についても、高温多湿の南西諸島にはあまり適さず、沖縄そばなどに使われる小麦はほぼ輸入に依存し、王国時代は王朝の人々だけの贅沢品であった。さらに近世よりサトウキビ栽培（後述）が換金作物として重要性を増し、稲・麦・粟など基本となる食糧作物の栽培を圧迫していった。
日本本土においては、大きな飢饉の発生は1830年代の天保の大飢饉以降収束したが、沖縄本島は同時期に飢饉が発生したほか、宮古島では少し遅れて1850年代に飢饉が発生して多数の死者を出していた。また周辺の小島嶼では食糧不足が頻発しており、台風などで作物が根こそぎ被害を受けて食糧が欠乏する状況が大正時代までみられた。
唐イモ（サツマイモ）　
一六〇五年、進貢船の乗組員として中国福建省に渡った琉球王国の官僚である野國總管（のぐにそうかん）は、現地の人より甘藷（かんしょ/サツマイモ）を教わる。当時、干ばつや飢餓で苦しむ農民を救うべく、琉球の地に適した作物を探し求めていた彼は栽培法を学び、苗を持って同年に帰国。地元で試作・栽培を始めて成功する。琉球の農民に広め人々を救った。これにめをつけた薩摩が自国でも育ててそれが日本全国に広まりサツマイモとなる。百歳近い古い薩摩の人はこれを琉球芋を呼ぶ。沖縄では老人は唐イモと呼ぶ。イモが渡ってきた歴史がしのばれる。　17世紀初頭に導入されたサツマイモなどのイモ類が主食かつ救荒作物としても重要な食糧であったほか、主要産業としてはサトウキビ栽培により黒糖を生産する製糖業が盛んであった。サトウキビは（他の作物よりは）耐候性も高く水不足にも強い。南西諸島の製糖業は1623年（元和9年/天啓3年）に琉球王国の儀間真常が中国から導入したサトウキビ栽培および製糖法に起源を発し、これらの地域を直接ないし間接支配していた薩摩藩により広まったが、当時から重要な薩摩藩の資金源であったこともあり、薩摩藩の巨大な財政赤字を立て直した調所庄左エ門は、奄美大島を筆頭に沖縄本島にも近代まで製糖モノカルチャーで縛る政策を取る。
このように製糖業やサツマイモによる食糧生産といったモノカルチャーにより産業、経済基盤が脆弱である南西諸島地域（主にトカラ列島以南）では構造的不況のまま推移し、沖縄明治大干魃その他の天候被害に左右される状況が続き、また、昭和時代に入ってからも第一次世界大戦後の戦後恐慌から関東大震災、世界恐慌、昭和恐慌など本土の経済状況にも左右され、同地域の経済（特に沖縄本島や周辺島嶼）に深刻な影響をおよぼす状況が続いていた。　　　　　　　　　　　　　　　　　　　　　　　　　　　　　　　　　　　
サトウキビと明治維新　　　　　　　　　　　　　　　　　　　　　　　　　　　　　　　　　　　　　　　　
日本による台湾併合後、1900年（明治33年）ごろから現地での製糖業振興に政府が国費を投じ、更に製陶業による軍事を強化していく。奄美にはイギリスの技術による新しい製糖工場も作った。元々当時のヨーロッパの覇権国であるオランダやスペインに、ポルトガルやイギリスはアフリカ、カリブ海諸島にサトウキビを作らせる徹底したモノカルチャーにより、ヨーロッパ中に砂糖を売って巨大な財をなし資本力をつけ、強大な軍事力を持つ国となった。薩摩藩は種子島に漂着したポルトガル人からポルトガルがヨーロッパで覇権を握っている事をきかされ驚く。なぜ小さな国のポルトガルが巨大なヨーロッパの覇権を握られたのかを聞いた。その理由が砂糖にあった事を知り、更に奄美や琉球でサトウキビが作れる気候にあることも知り、江戸幕府に内密にこれらの地域にサトウキビ栽培を奨励した。当時日本本土では栽培できなかったサトウキビを作らせ、その砂糖を長崎などから日本全国に販売して、貴重な砂糖で莫大な資金を稼いでいった。このサトウキビの資金により薩摩は長年続いていた財政赤字を克服し、江戸後期にはイギリスからエンフィールド銃（Enfield Rifl。スナイドル銃（Snider-Enfield））大砲（アームストロング砲）を購入する。そしてオランダ、ポルトガル、イギリスなどヨーロッパの覇権を取った国の様に、薩摩藩は砂糖を使って明治維新を起し日本の覇権を握る（小学館「地政学倶楽部へようこそ」）

## 困窮と恐慌の様相

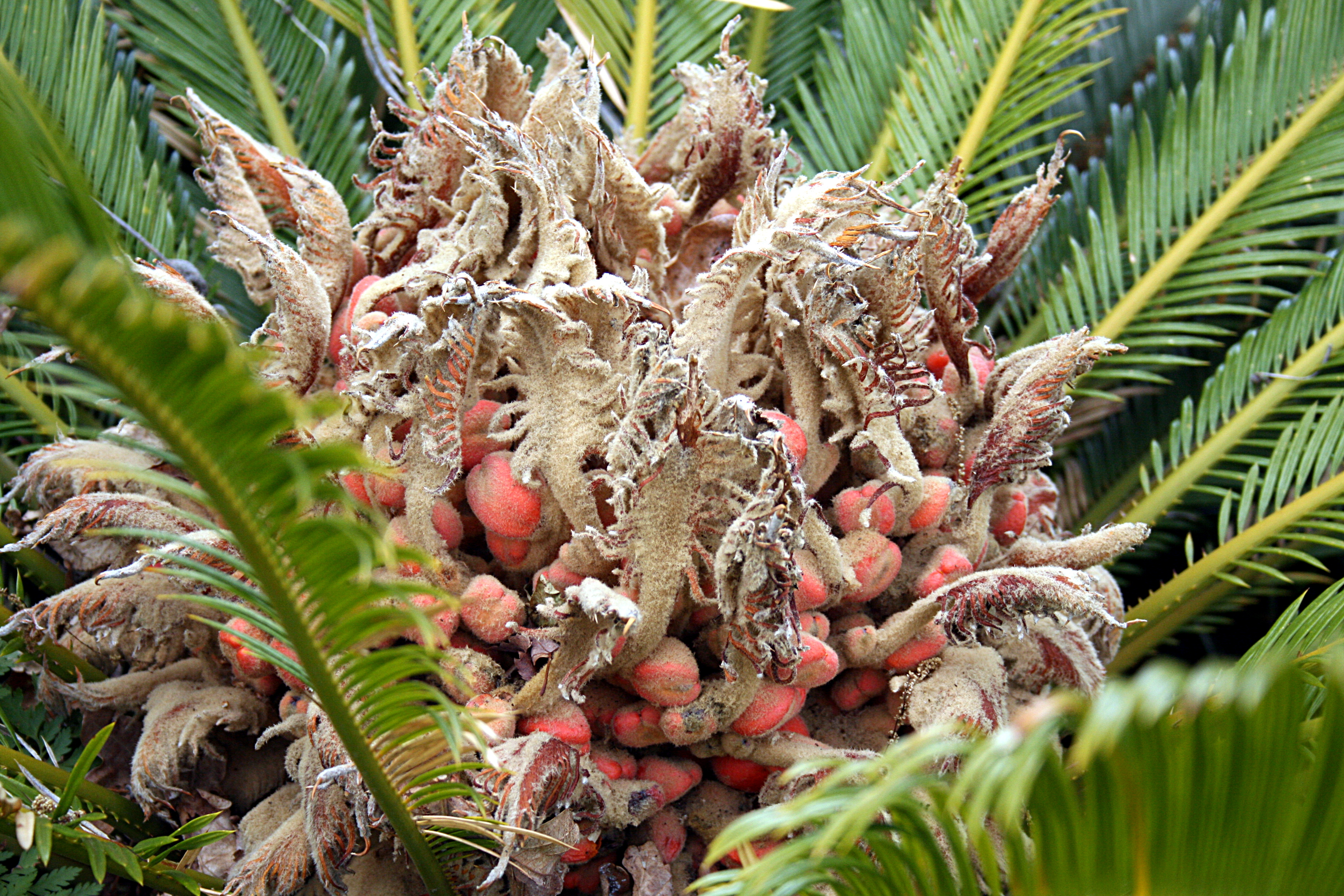
有毒な種子（ナリ）を付けたソテツの雌株。

農民を中心に経済不況が深刻化していたにも関わらず、租税は緩和されることなく徴収され続け、また、以前から日本本土に渡っていた出稼ぎ労働者が、不況、恐慌により故郷の島々に相次いで戻ったことも事態の悪化に拍車をかけた。
農家の困窮や食糧不足は深刻化し、救荒の頼みとしていたサツマイモは天候や水利要因などにより不作に陥るとたちまち払底し、小島嶼や離間僻地（沖縄本島では国頭など）を中心に、一時的には飢饉のような危機的状況に陥ることもあった。地下で塊根を生長させるサツマイモは悪天候に強いといえども、強烈な暴風雨や高潮による塩害などで根こそぎ被害を受けることもあった。また、不況から一家の支柱となる働き手がこぞって近隣の島々に出稼ぎに向かい、残された女性や子供達が未熟な技術で農業生産に当たったこともまた不作の一要因ともなった。窮地に追い込まれた農民は、常用としていたコメ・イモ類に代えてソテツを食糧としなければならない有り様となった。
ソテツの幹はデンプンを多量に含み、水さらしや発酵、乾燥などの丁寧な加工処理を行って有毒成分のサイカシンを除去すれば食用が可能になり、サツマイモが普及する以前は、当時の琉球王国や諸島嶼において、ソテツは重要な救荒植物として栽培が奨励されていた。しかし近代に入ると毒抜き加工の手間や毒そのものへの懸念から、ソテツは非常食として常用されなくなっており、かなりの日数を要する毒抜き加工に不慣れで、かつ目前の食糧欠乏で余裕がない住民が、正しい加工を経ないで摂取してしまったことで、中毒により死傷する事例が相次いで発生した。
このような食糧不足からソテツ中毒で死に至るほどの悲惨な経済的窮乏状況は「ソテツ地獄」と総称されるようになった。とくに第１次世界大戦後の恐慌とそれに続く長期不況の中で『沖縄朝日新聞』の比嘉栄松記者が命名した。また「ナリ」と呼ばれるソテツの種子も有毒で、正しく毒抜き加工をしないで食べると同様の中毒を起こすことから「ナリ地獄」とも呼ばれた。
こうした状況下、特に1904年の7ヶ月続いた沖縄明治大干魃（「ナナチチヒャーイ」）を契機に、南西諸島、特に沖縄県では、近隣の大きな島や日本本土、当時の日本委任統治領である南洋群島、さらには当時の日本国外への集団移住が相次ぎ、小島嶼では住民全員が移住して無人島化することもあった。また糸満漁民のように遠洋漁業に積極的に乗り出す反面、糸満売りのような丁稚奉公制を遷延させる結果ともなった。

### ソテツ中毒による被害の記録
ソテツ中毒のうち、経済的窮乏または食糧欠乏要因と確認できるものを計上（判明分のみ）。誤用その他原因の確認できないものは含まず。
| 年号 | 西暦 | 死者 | 傷者 |
| ---- | ---- | ---- | ---- |
| 明治 | 1899 | 1    | 3    |
|      | 1900 | 1    | 3    |
|      | 1901 | 5    | 3    |
|      | 1906 | 4    |      |
|      | 1907 | 2    | 7    |
| 大正 | 1912 | 2    | 2    |
|      | 1914 | 5    |      |
|      | 1917 | 2    | 7    |
|      | 1918 | 3    |      |
| 昭和 | 1927 | 3    |      |

## その後
南西諸島地域（主にトカラ列島以南）がこのような状況下、日本は満州事変から軍備化を進め、奄美や沖縄、当時の台湾を南方進出の前線基地とし、やがて太平洋戦争へと突入した。1945年（昭和20年）に沖縄戦が終結して終戦を迎えると、南西諸島のうち、トカラ列島以南はアメリカ軍に占領されてその統治下に置かれることとなった。終戦直後の混乱から占領軍による軍政期を経て、米国民政府や琉球政府などによる統治体制が確立し、あるいはトカラ列島や奄美群島のように沖縄に先行して日本へ返還される等して、戦後復興が本格化するまで、同地域の農村の一部や小島嶼では困窮や経済的混乱が相次いだ。また、後述のとおり、沖縄では琉球政府・日本以外の外国への移民が激増し、1963年（昭和38年）ごろまで続いた。

### 移民
琉球政府・沖縄県民の統計で見ると、主な日本国外移住先は、太平洋戦争（沖縄戦）の前においては、ハワイ、フィリピン、仏領ニューカレドニアなどであった。沖縄戦終結後の米軍統治下での琉球政府・日本国外への移民先は、メキシコ、ボリビア（オキナワ移住地）、アルゼンチン、ブラジルなどの中南米が大多数であり、1963年（昭和38年）ごろまで顕著な人数の移住があった。太平洋戦争後の移住者数総統計では、米軍統治下時期も含めると日本国内では琉球政府・沖縄県出身が第1位を占める。以上の経緯から、日本国外の海外日系人は、多くの国で沖縄出身者と子孫が占める割合が大きい。

### 現代
沖縄本島では、米軍による沖縄統治の開始後、農用地の大規模な接収が進み軍用地化されたことも農業生産力の減退に影響があった。軍政期の下では産業は荒廃したままであり、米軍からの配給、密貿易や米軍物資の略奪に依存し、琉球政府の下においては民政府や米軍基地の雇用による経済に頼らざるを得ず、このような苦境のもと前述の移民の増加を見た。日本復帰まで、沖縄の日本本土や周辺国間との貿易、投融資は公的には制限され、経済の大部分が自給的農林水産業に終始した。なお、トカラ列島や奄美群島は軍政期を過ぎて間もなく日本に返還されている。
なお、沖縄県における稲作は現代には更に縮小し、県全体の生産量は2000 - 3000トン台で、これは種子島1島の米の収量と同程度である（なお日本本土の道・県では現代でも数万 - 数10万トンに上る）。コメ・イモ等の栽培は著しく縮小し、逆にサトウキビ栽培の比重が戦前よりも高まっているが、これは国から南西諸島におけるサトウキビ販売・製糖業に補助金（市場売価6000円に加え補助金16,000円）が得られることが大きく影響している。なお、この補助金財源は離島振興を目的としてかつては国庫であったが（砂糖の価格安定等に関する法律、糖安法）、2007年（平成19年）以降は輸入糖などの精糖事業者等から調整金を徴収する制度に変わり、国庫負担は減らされた（砂糖及びでん粉の価格調整に関する法律）。もっとも、2010年代の沖縄県内総生産に占める農林水産業の割合は1%余りである。

## 地域間の差異

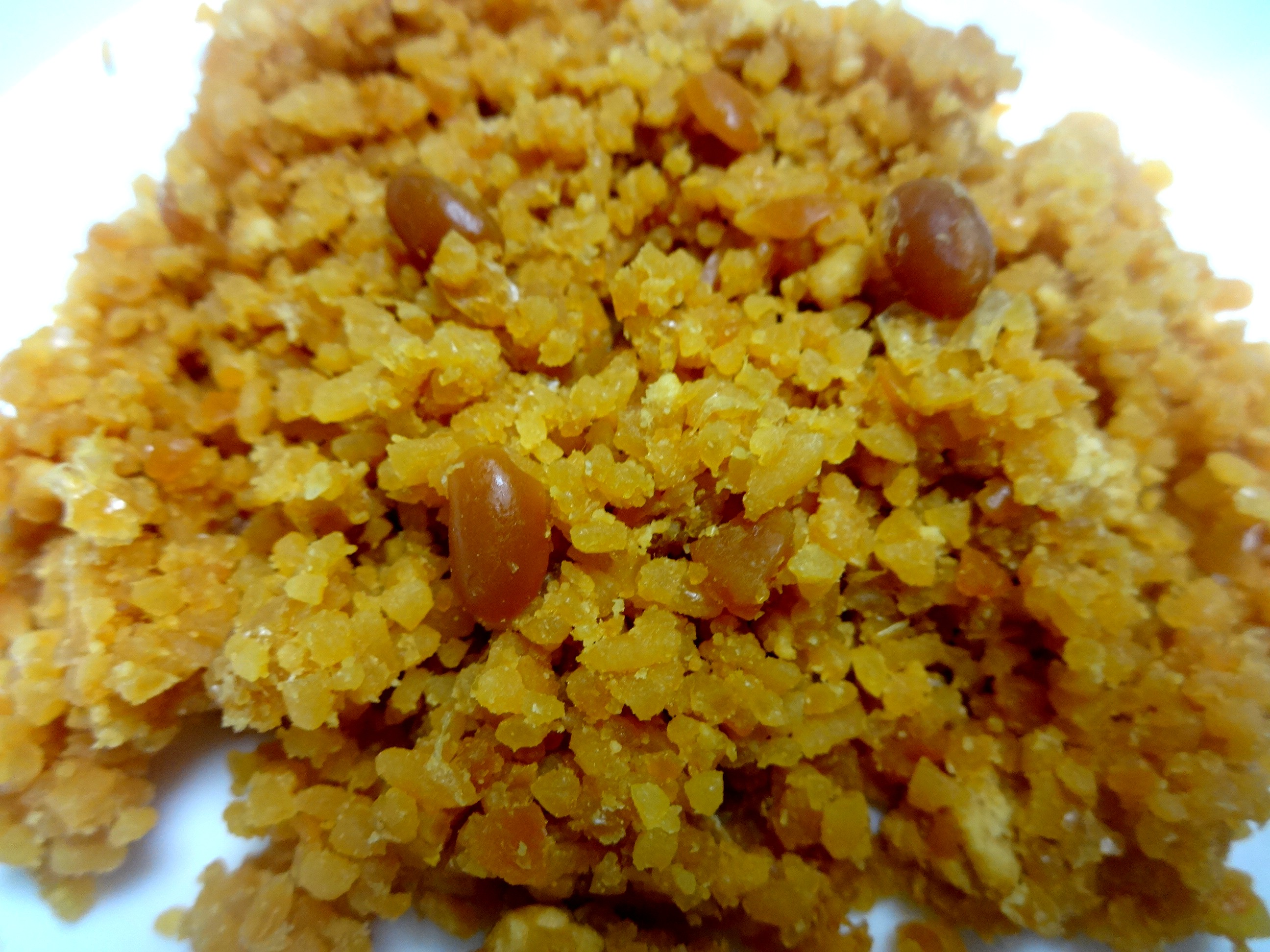
奄美大島で作られる蘇鉄味噌。

ソテツ地獄とは禍々しい言葉だが、名付けた都会育ちのジャーナリストのイメージと異なり、必ずしも死ぬよりましだと思い詰めて命がけで食するようなものではなく、地域社会の実情としては農村の日常食生活を支えた身近な食材だったのではないかという見方もある。その意味で細かく捉え直す見方も出ている。
距離1000キロメートル余りにおよぶ多数の離島諸島である南西諸島においては、気候風土的にも、地域的な状況の差異があった。
沖縄本島等と異なり奄美大島等をはじめとする奄美群島の島々では、薩摩藩支配時代からの歴史的事情や、維新後の近代も黒糖の売買権を本土鹿児島の商人が独占している状況下にあり、また元来産業に乏しく、また1921年の普通町村制施行まで「奄美独立経済」として長らく鹿児島県行財政から分離され続けていた。江戸初期からの薩摩進攻からサトウキビ栽培のモノカルチャー化がより進行し、貧困からソテツを食糧として救荒することが常態化しており、種子（ナリ）を加工して蘇鉄味噌（ナリ味噌）を製造することも盛んであった。そのため、奄美においても状況はひどかったが、一方で「ソテツ地獄」と形容される状況は一般的ではなかったといわれる。
また、南西諸島でも北部の大隅諸島に属する種子島では、土壌的条件に恵まれ、古くから灌漑用水整備など本土の農業技術の導入もあり、稲麦作を含む多様な農業が活発であり「ソテツ地獄」と形容されるほどの著しい窮乏には至らなかった。
サトウキビ栽培に関しても島ごとに事情が異なる場合もあり、例えば先島諸島では、自給食糧生産が逼迫するという理由のため、サトウキビ栽培が明治時代に入るまで禁令とされていた。